# Deutsche Botschaft Teheran
Die Deutsche Botschaft Teheran ist die diplomatische Vertretung der Bundesrepublik Deutschland in der Islamischen Republik Iran. Wegen akuter Bedrohung durch Kampfhandlungen im Israelisch-iranischen Krieg wurde der Betrieb der Botschaft im Juni  2025 in das benachbarte Ausland verlagert.

## Lage und Gebäude
Die Kanzlei der Botschaft befindet sich im Zentrum der iranischen Hauptstadt Teheran. Sie liegt in Nachbarschaft mit der türkischen Vertretung und in der Nähe der Britischen, Russischen und Französischen Missionen sowie der wichtigsten iranischen Regierungsgebäude. Die Straßenadresse lautet: Ferdowsi Ave., No 320-324, Teheran.
Das iranische Außenministerium ist 1 km entfernt südwestlich gelegen und in wenigen Minuten erreichbar. Der internationale Flughafen Teheran (Imam Khomeini International Airport) liegt in gut 55 km Entfernung südwestlich der Stadt; die Fahrt dauert über die mautpflichtige Autobahn in der Regel eine gute Stunde.
Die Liegenschaft der Botschaft (heutiges Kanzleigebäude) wurde im Jahr 1883 vom Deutschen Reich erworben. Ein zweigeschossiges Gebäude wurde in den Jahren 1884 bis 1886 errichtet. Es wurde mehrfach umgebaut und renoviert, bis es 1937 abgerissen und durch einen Neubau ersetzt werden musste. Die Baumaßnahmen konnten im Jahr 1941 abgeschlossen werden. Das Gebäude wurde unmittelbar von der Kaiserlichen Iranischen Regierung beschlagnahmt und der Botschaft Schwedens zur Verfügung gestellt. Schweden war im Zweiten Weltkrieg Schutzmacht Deutschlands. 1949 wurde die Liegenschaft von den Vereinigten Staaten übernommen, die sie bis zur Fertigstellung ihrer eigenen Botschaft im Jahr 1953 nutzten. Mit Aufhebung der Beschlagnahmung der wieder frei gewordenen Baulichkeit konnte die Bundesrepublik Deutschland sie wieder in Besitz nehmen und schließlich im Jahr 1977 durch Umschreibung das Eigentum an der Kanzlei endgültig erwerben. In den Jahren 2009 und 2010 wurde ein zusätzlicher Neubau für die Visastelle und andere Arbeitseinheiten sowie in einer zweiten Phase die Generalsanierung des alten Kanzleigebäudes (was eine zeitweilige Auslagerung des Dienstbetriebs bedingte) geplant. 2016/2017 wurde für die Auslagerung des Rechts- und Konsularreferats die Unterbringung in einem Bürohochhaus baulich vorbereitet.
Die Residenz des Botschafters im nördlichen Stadtteil Elahiye wurde im Jahr 1904 käuflich erworben. Nach ebenfalls 1941 erfolgter Beschlagnahmung und deren Aufhebung 1953 konnte auch hier das Eigentum im Jahr 1977 grundbuchmäßig gesichert werden. Auf dem 53.000 m² großen Grundstück wurde 1977 ein Neubau fertiggestellt. Das moderne Gebäude aus Stahlbeton und Mauerwerk, Sichtziegeln, Aluminiumfenstern und Natursteinböden ist horizontal orientiert und komplex verschachtelt. Im Obergeschoss sind die privaten Räumlichkeiten des Botschafters und Gästezimmer untergebracht. Im Erdgeschoss befindet sich der amtliche Teil mit Empfangsräumen. Als Kunst am Bau wurden folgende Werke in der Residenz installiert:
- Hans Kaiser: Glaswandmosaik
- Ingeborg Schäffler‐Wolf: Zwei Wandteppiche

## Auftrag und Organisation
Die Deutsche Botschaft Teheran hat den Auftrag, die deutsch-iranischen Beziehungen zu pflegen, die deutschen Interessen gegenüber der Regierung Irans zu vertreten und die Bundesregierung über Entwicklungen in Iran zu unterrichten.
In der Botschaft werden die Sachgebiete Politik, Wirtschaft sowie Kultur und Bildung bearbeitet.
Das Referat für Rechts- und Konsularangelegenheiten der Botschaft betreut ganz Iran als konsularischen Amtsbezirk. Es bietet konsularische Dienstleistungen für dort ansässige deutsche Staatsangehörige an. Die Visastelle des Referats stellt Visa für iranische Staatsangehörige aus.
Die Annahme von Anträgen auf Erteilung von Visa ist an den externen Dienstleister VisaMetric ausgelagert. In einer Petition an Bundesaußenministerin Baerbock wird über Unregelmäßigkeiten bei der Terminvergabe des Dienstleisters Klage geführt.
In der Regel besteht für Rechtsreferendare die Möglichkeit, an der Botschaft die Verwaltungs- oder Wahlstation abzuleisten.

## Geschichte

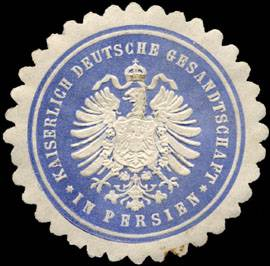

Am 11. Juni 1873 schlossen das Deutsche Reich und das damalige Persien ein Freundschafts- und Schifffahrtsabkommen, in dem auch die gegenseitige Einrichtung ständiger Vertretungen vereinbart wurde. Die erste deutsche Gesandtschaft am Hof von Nasreddin Shah wurde am 20. Oktober 1884 eingerichtet.
Die Bundesrepublik Deutschland eröffnete am 1. Oktober 1953 eine Gesandtschaft in Teheran, die am 20. Juni 1955 in eine Botschaft umgewandelt wurde.
Die DDR und Iran nahmen am 7. Dezember 1972 diplomatische Beziehungen auf und tauschten Botschafter aus. Die DDR-Botschaft in Teheran wurde mit dem Beitritt der DDR zur Bundesrepublik Deutschland im Jahr 1990 geschlossen.